# Rey de Reyes (2025)
Rey de Reyes 2025 fue la vigesimoctava edición del evento de lucha libre profesional Rey de Reyes, producida por Lucha Libre AAA Worldwide. Tuvo lugar el 22 de marzo de 2025 en el Gimnasio Olímpico «Juan de la Barrera» en la Ciudad de México. Fue parte de la gira «Alianzas». Este fue el último evento que se produjo antes de su adquisición por parte de WWE en abril de 2025.

## Producción
El Torneo Rey de Reyes, que es el eje central del evento, contará con múltiples eliminatorias en las que luchadores competirán por la emblemática espada de Rey de Reyes, símbolo del triunfo y del estatus de los ganadores dentro de la Caravana Estelar. El evento se transmitirá de forma simultánea en televisión por cable mediante Space, asimismo, por streaming en Max.

## Antecedentes
El 13 de febrero de 2025, durante una conferencia de prensa, el director general de AAA, Dorian Roldán, confirmó la fecha y el lugar del evento, sin embargo, no se revelaron los luchadores que formarán parte de la competencia.Además, se anunció la participación del personaje de «La Parka», quien fue interpretado por el luchador Jesús Alfonso Escoboza Huerta, hasta su fallecimiento en enero de 2020.
En el evento del 15 de febrero, El Hijo del Vikingo, hizo su regreso a la empresa después de estar un tiempo prolongado fuera debido a una lesión misma por la que dejó vacante el Megacampeonato de AAA, siendo humillado y atacado junto con su padre por Alberto El Patrón y El Mesías. El 17 de febrero, se hizo oficial la lucha titular.

## Luchas pactadas
- Nueva Generación Dinamita (Sansón & Forastero) derrotaron a Jeff Jarrett & Sam Adonis y Pagano & Laredo Kid y ganaron el vacante Campeonato Mundial en Parejas de AAA.
  - El título se encontraba vacante desde el 19 de marzo de 2025 debido a que Raj y Satnam fueron despojados de los títulos luego de no defendernos ninguna vez.
  - Forastero sufrió una lesión en el tobillo luego de un vuelo y tuvo que ser retirado en camilla sin poder continuar.
- Flammer derrotó a Dalys y retuvo el Campeonato Reina de Reinas de AAA.
- Niño Hamburguesa derrotó a El Hijo de Dr. Wagner Jr., DMT Azul y El Mesías y ganó el torneo Rey de Reyes 2025.
  - Hamburguesa cubrió a El Mesías después de un “Diving Splash”.
- Alberto El Patrón derrotó a El Hijo del Vikingo y retuvo el Megacampeonato de AAA.

#### Torneo Rey de Reyes
| Primera eliminatoria                                             | Primera eliminatoria | Primera eliminatoria |
| Particpantes                                                     | Orden de eliminación | Finalista            |
| ---------------------------------------------------------------- | -------------------- | -------------------- |
| 1. Pimpinela Escarlata 2. Mr. Iguana 3. Panic Clown 4. El mesías |                      | El Mesías            |

| Segunda eliminatoria                                   | Segunda eliminatoria | Segunda eliminatoria |
| Participantes                                          | Orden de eliminación | Finalista            |
| ------------------------------------------------------ | -------------------- | -------------------- |
| 1. Niño Hamburguesa 2. Takuma 3. Belcegor 4. El Fiscar |                      | Niño hamburguesa     |

| Tercera eliminitoria                                            | Tercera eliminitoria | Tercera eliminitoria |
| Participantes                                                   | Orden de eliminación | Finalista            |
| --------------------------------------------------------------- | -------------------- | -------------------- |
| 1. Hijo del Dr. Wagner 2. Mecha Wolf 3. Chessman 4. Negro Casas |                      | Hijo de Dr. Wagner   |

| Cuarta eliminatoria                              | Cuarta eliminatoria  | Cuarta eliminatoria |
| Participantes                                    | Orden de eliminación | Finalista           |
| ------------------------------------------------ | -------------------- | ------------------- |
| 1. DMT azul 2. Taurus 3. Aerostar 4. Cibernético |                      | DMT azul            |